# 亞歷山大·席洛悌
亞歷山大·席洛悌（俄语：Алекса́ндр Ильи́ч Зило́ти, 1863年10月9日—1945年12月8日）是俄羅斯鋼琴家，教師，作曲家和公眾人物，師從尼古拉·茲韋列夫。他的女兒Kyriena也是鋼琴家。

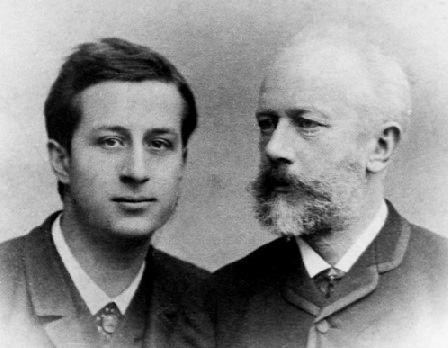
席洛悌 (左) 和 柴可夫斯基

## 外部連結
- 席洛悌的免费乐谱，由国际乐谱典藏计划提供